# Costa livoniana
La costa livoniana (in livone Līvõd Rānda; in lettone Lībiešu krasts) è una regione di interesse storico-geografico situata nella Lettonia occidentale e abitata dal popolo livone. Localizzata con maggiore precisione nella Curlandia settentrionale, comprende attualmente dodici insediamenti considerati parte della Livonia. L'area, estesa per circa 60 chilometri sul mar Baltico, è stata dichiarata protetta il 4 febbraio 1992.

## Storia

### Antichità-V secolo
La costa livoniana è parte dell'antica area etnica abitata dai livoni a nord della penisola di Neringa. La sua storia è inestricabilmente legata a quella dei Paesi baltici (e conseguentemente della Lettonia) e dell'intera Curlandia.
I primi ritrovamenti umani scoperti nel territorio della Lettonia risalgono a più di 10.000 anni fa. Si ritiene che gli antenati delle baltofinnici e dei proto-livoni fossero pescatori, cacciatori e agricoltori. Dopo essersi interfacciati con i proto-europei, gli ugrofinnici consentirono la diffusione della cultura della ceramica a pettine, che si distingueva per la presenza di grandi vasi arrotondati o appuntiti nella parte inferiore con una grande capacità (40-60 litri). A sud di Ventspils, vicino a Sārnate, è stato portato alla luce un insediamento risalente a un arco temporale e legato a questa cultura compreso tra i 3400 e i 2300 anni, con grandi edifici vasti tra i 16 e i 35 m². Questi ultimi sono realizzati con delle palizzate e al loro interno sono stati trovati sia oggetti di uso quotidiano in legno (ad esempio zappe e falci) o statuette, ma anche armi quali lance, archi e giavellotti. Si ipotizza che uno degli edifici ritrovati potesse ospitare un laboratorio di lavorazione dell'resina.
Intorno al 2000 a.C., cominciarono a susseguirsi intensi contatti con i proto-balti indoeuropei legati alla cultura della ceramica cordata, la quale si distingueva per la caratteristica ornamentazione dei manufatti, dalla presenza nel corredo funebre maschile di asce in pietra da combattimento, come segno della posizione sociale sebbene non più realmente utilizzate, e dall'uso funerario di sepolture singole. Gli ugro-finnici appresero dai popoli meridionali nuove tecniche di agricoltura e allevamento di bestiame, come dimostrato non solo da ricerche archeologiche, ma anche da numerosi prestiti linguistici assorbiti anche dall'idioma livone.
Secondo i linguisti, il modo in cui i livoni iniziarono ad assumere una propria fisionomia tra gli altri gruppi avvenne intorno al 1 millennio a.C. Nel corso dell'Età del ferro, le sepolture in pietra diventano comuni nella penisola di Neringa, dopo esser giunte attraverso la Lettonia settentrionale e l'Estonia e prima ancora dalla Finlandia. All'interno delle tombe sopravvissute, di forma rettangolare e destinate a popolazioni sedentarie, talvolta si rinvenivano gioielli in bronzo e, meno frequentemente, armi e oggetti in ferro. Simili luoghi di sepoltura si rintracciano lungo tutto il bacino del fiume Abava. 
Gli abitanti della zona continuarono a interfacciarsi culturalmente con i vicini meridionali per molti secoli a venire, tanto che, ancora nel 1206, la cronaca di Enrico di Livonia racconta delle somiglianze tra livoni e popoli concentrati lungo le rive del Venta.

## Descrizione
Nel 1992, il governo lettone ha istituito un'area protetta perché di interesse culturale denominata Līvõd Rānda (costa della Livonia) che comprendeva tutti e dodici i villaggi della Livonia: Lūžņa (in livone Lūž), Miķeļtornis (Pizā), Lielirbe (Īra), Jaunciems (Ūžkilā), Sīkrags (Sīkrõg), Mazirbe (Irē), Košrags (Kuoštrõg), Saunags (Sǟnag), Vaide (Vaid), Kolka (Kūolka, anche in virtù di capo Kolka), Pitrags (Pitrõg) e Melnsils (Mustānum). Il governo lettone, inoltre, scoraggia la costituzione di nuovi insediamenti e vieta le modifiche ai siti storici dei villaggi. Al fine di preservare la zona incontaminata, è vietato a chiunque avviare attività quali hotel, ristoranti o altre attività commerciali che potrebbero influenzare negativamente la cultura livone o attirare un turismo sfrenato.
Nonostante le imposizioni relative alla limitazione delle modifiche, ci sono stati molti vecchi pescatori o contadini che hanno cambiato il volto delle proprie abitazioni, convertendole in residenze estive. Tra questi figura l'ex presidente della Lettonia, l'ex primo ministro, alcuni deputati, direttori generali, banchieri, uomini d'affari, artisti, dottori, ecc. Vi sono anche alcuni residenti stranieri, principalmente tedeschi, russi e svedesi. La costa sta diventando più popolare pure per i lituani. La costa della Livonia fa parte del Parco nazionale di Slītere.

## Rete stradale

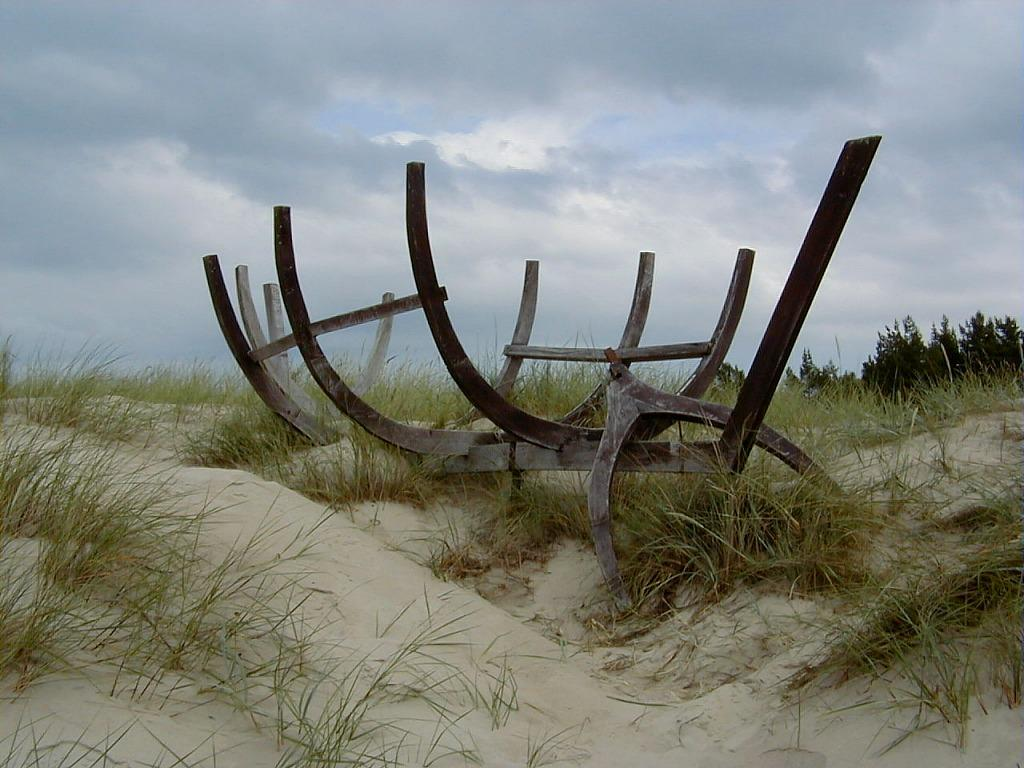
Imbarcazione simbolica costruita e posizioniata presso il vecchio molo di Mazirbe

Fino alla prima guerra mondiale gli insediamenti locali erano collegati solo da piccole strade rurali lungo la costa ed erano praticamente inaccessibili dall'entroterra. La maggior parte dei commerci e dei trasporti avvenivano via mare e la maggior parte dei villaggi aveva un proprio molo (resti dei vecchi moli sono ancora visibili a Saunags, Pitrags e Mazirbe; solo il molo antico di Kolka è ancora in uso). Durante la Grande Guerra, l'esercito tedesco costruì una ferrovia a scartamento ridotto a ridosso delle collinette che separavano la spiaggia dall'immediato interno del golfo di Riga, per spostare più rapidamente munizioni e legname. La ferrovia collegava Pitrags, Mazirbe e Lielirbe e terminava a Dundaga, una piccola cittadina della zona. Fu poi avviato un progetto per estendere la ferrovia da Pitrags a Saunags e Vaide, ma il lavoro fu interrotto per via dell'andamento del conflitto.
Nel periodo interbellico, i binari divennero il metodo principale di spostamento per i passeggeri che vivevano lungo la costa della Livonia. Dopo la seconda guerra mondiale, negli anni '50, l'esercito sovietico costruì un'ampia strada sterrata che collegava tutti i villaggi e la ferrovia fu lentamente abbandonata. La ferrovia fu chiusa completamente negli anni '60, ma ancora oggi diverse porzioni delle vecchie tratte sono ancora visibili tra Saunags e Pitrags e nelle foreste di Mazirbe e Lielirbe.
Tra il 2009 e il 2011 la strada sterrata è stata asfaltata e modernizzata nell'ambito del progetto stradale Kolka-Ventspils finanziato dall'UE. Diversi anni fa, un fac simile della stazione ferroviaria di Mazirbe (la stazione originale è ancora in piedi come casa privata nella città) è stata ricreata, così come una locomotiva d'epoca con tanto di carrozze restaurate ed è ora utilizzata come attrazione turistica. Altri luoghi d'interesse visitate sono le chiese locali e le innumerevoli aree verdi.

## Radiotelescopio
A Irbene (vicino a Lūžņa) si trova il Centro Radio Astronomico internazionale di Ventspils. Il radiotelescopio fu costruito nel 1971 per scopi difensivi in un'area allora riservata perché facente parte di una base militare. Dopo l'indipendenza della Lettonia, il telescopio e i gli alloggi militari adiacenti furono abbandonati nel 1994 e parzialmente distrutti. Da allora il telescopio è stato restaurato ed è ora utilizzato dagli scienziati locali.